# Токај
Токај (мађ. Tokaj) је историјски град у северној Мађарској, у жупанији Боршод-Абауј-Земплен (Borsod-Abaúj-Zemplén). Удаљен је 54 километара од Мишколца, главног града регије.
Токај је средиште чувеног винског региона Токај-Хеђаља (Tokaj-Hegyalja - Токајско горје), који је добио име по Токају. Оно је списку светске баштине Унеско-а.

## Историја
Овај вински предео се први пут помиње под именом Токај 1067. године. Сам град се помиње 1353. Прво утврђење је било типа motte-and-bailey, које је уништено током монголске инвазије Мађарске. Токај је већ током 14. века имао стеновито утврђење које је припадало тврђани Диошђер (Diósgyőr estate).
Након 1450. године град је постао власништво породице Хуњади. Након устоличења Матије Хуњадија (Mátyás Hunyadi) за краља, Токај постаје краљевско утврђење. Након османског освајања Петроварадина 1526. у Токај се из Петроварадина и његове околине досељавају цистерцитски монаси који са собом доносе нову технологију вина, што ће у значајној мери допринети развоју Токајског виногорја.
Ослободили су Аустријанци 1685. године тај град од Турака. 1705. године Ференц II Ракоци (Francis II Rákóczi) наређује да се утврђење сруши.
У Токају одржаван годишњи вашар шест пута: 25. марта, 24. јуна, 25. јула, 21. септембра, 26. октобра, 21. децембра.
После стварања Двојне Монархије (1867), град се развија све до почетка светских ратова када доживљава разарања и губи статус града. Дотадашњи примат у производњи вина преузима Шатораљаујхељ.
Град Токај је задесио велики пожар августа 1890. године. Око поднева ватра се појавила у горњој вароши, у главној улици у кући трговца Функа, а јак ветар је брзо раширио пламен и град претворио у буктињу. Само педесетак кућа близу жељезничке станице није страдало. Изгореле се јавне грађевине, све цркве и домови људи, а било је пет људских жртава. Изгорели су чак и сплавови на Тиси. Перспектива тог града била је доведена у питање, а угрожен опстанак преко хиљаду осиромашених породица које су остале без крова над главом.
Токај поново добија статус града тек 1986, када су се створили услови за просперитет. Данас је Токај популарна туристичка дестинација.

## Срби у Токају
Присуство Срба у Токају примећено је у оно време када је насељаван и Српски Ковин, на Чепељској ади. Њихов број је знатно смањен од времена Уније, када су се многи Срби православни одродили.
Јован Запоља је боравио у првој половини 16. века у варошици Токају. Било је то време (1536) када се прочуо "подигао" један Рац (Србин), који је око себе окупио силан православни народ од ердељске и липовске стране. Тог човека су Мађари назвали "Црни човек". Реч је била о Цару Јовану - Црном, Чрновићу који је водио порекло од племена Анђелије, удове Стевана Бранковића. Седиште његове "земље" било је у Суботици. Запоља је позвао Црног цара на разговор, који је са десетак Срба коњаника посетио Токај.
Деспот српски Ђурађ Бранковић је у замену за Београд, пре 1433. године добио бројна богата имања широм Угарске, међу којима и Токај. Токај је био једно време заиста посед српског деспота Бранковића, а ту се правило чувено бело токајско вино. Вино је било скупоцено, пило се у свечаним приликама попут шампањца.
Христифор Жефаровић уметник и писац, отишао је 1753. године из Беча у Москву, где се августа те године настанио у Богојављенском манастиру. Ту је и умро убрзо, кроз месец и по дана, а из њега је остао тестамент. Тестамент је писан грчким језиком у Токају, где се он изгледа само нашао на пропутовању, а сво имање је оставио малолетном сестрићу, Данилу Жефаровићу. За стараоца је одредио извесног Србина, Димитрија Алексића. Жефаровић се иначе поред књижевно-уметничког рада бавио и трговином црквеним утварима и књигама, на простору многом ширим од Угарске.
Године 1762. помиње се неколико богатих породица, већ угарских племића, православних Цинцара, у токајском трговачком удружењу. Измешани су живели у Токају, православни Срби, Руси и Цинцари, делећи судбину далеко од старе постојбине. Посланик српског црквено-народног сабора у Темишвару 1790. године био је "армалиста" Ђорђе Пустаи из Токаја.
Жалила се православна општина Токајска, на црквено-народном сабору 1790. године, да им власт неда да православну цркву праве. А са друге стране терају православце да бир и штолу дају римокатоличком свештенству. Постојала је у том граду у 19. веку православна црква посвећена Св. Науму. Токај је био парохијска филијала подређена Мишколцу. Токајске матрикуле је водио на мађарском језику од 1890. године Румун, поп Аурел Моц из Мишколца. У Токају је тада било само две православне душе. Али црквено-општински православни посед је сведочио о "бољим временима". Тада црквени иметак у Токају чине: православна црква, парохијски дом, кућа црквеног "певца". Све три зграде су 1894. године трошне, у запуштеном стању, покривене шиндром. У ствари оне су само на брзину "склепане", после страдања током стравичног пожара августа 1890. године. Али осигуране су сада од пожара, пристојну суму. У власништу је и један вински подрум и две мање ритске земљишне парцеле у Ивељу и Бодрогкезу. Ревизија црквене касе токајске 1894. године показала је бедно стање: 27 ф. 78 новчића. Тај новац је био у рукама Самуила Заке, црквеног тутора који је "руковао" токајским црквеним имањем тридесет година. Зако је спадао у ред најугледнијих и најбогатијих токајских грађана. У месној штедионици је под његовим именом било уложено 1768 ф. 32 новчића, црквеног токајског капитала. Он је био беспрекоран човек који је водио црквене послове без икакве накнаде. Постојала је у Токају и Фундација покојног Константина Деметровића, у вредности 210 ф. главнице, намењене за издржавање православног свештеника у Мишколцу. Парохијски дом је издаван за ренту од 160 ф. годишње, а у кући црквеног појца становао је бесплатно члан црквене општине Коломан Полити, који је радио као тамошњи црквењак. Користио је као накнаду и поменуте ритове. Вредност укупног непокретног токајског иметка је процењена на 2800 ф. Тутор Зако је био већ врло стар човек, који је намеравао да се одсели из града, и зато је предлагао је да сву православну токајску црквену имовину, распрода и сав новац уложи у српске епархијске фондове. Иза њега би остао једини члан црквене општине црквењак Полити, који није био особа од поверења а ни способности за бригу о црквеној имовини. Решила је епархијска власт након ревизије стања у Токају, да се захвали пожртвованом тутору Заки на тридеценијском узорном раду, и да се брига о црквеном имању пренесе на администратора, поп Аурела из Мишколца
Почетком 21. века у Токају постоји православни храм, али није српски. У порти се налази само један древни споменик, на источном спољашњем зиду храма. Епитаф је исписан мађарским језиком, а споменку племићу Ђорђу Сервицком. Православно гробље је вероватно постојало али је давно санирано, а споменици нестали.

## Партнерски градови
- Кормонс
- Деж
- Естрих-Винкел

## Галерија
- Поглед на Токај из ваздуха
- Токај-Хеђиаља